# Hrabstwo McCone
Hrabstwo McCone (ang. McCone County) – hrabstwo w stanie Montana w Stanach Zjednoczonych. Obszar całkowity hrabstwa obejmuje powierzchnię 2682,77 mil² (6948,34 km²). Według szacunków United States Census Bureau w roku 2009 miało 1624 mieszkańców. Jego siedzibą jest Circle.

## Miasta
- Circle